# Loi sur la réglementation des documents de la Stasi
 (novembre 2016).
 (octobre 2019).
La loi sur les documents appartenant au  service de sécurité et de renseignements de l'ancienne république démocratique allemande (Deutsche Demokratische Republik) a été votée le 14 novembre 1991 par le parlement allemand. Cette loi réglemente l'utilisation et l'accès aux dossiers du ministère de la Sécurité d'État (en abrégé Stasi) ainsi qu'à ceux de ses organisations précurseures et successeures.

## Application
La loi sur la réglementation des documents de la Stasi est la base juridique pour l'accès aux dossiers. Elle définit leurs différentes conditions d'utilisation. Cette loi est donc le fondement de toute l'action de l'Autorité du commissaire fédéral pour les archives de la Stasi. 
C'est une loi particulière. En effet, si elle prévoit que les documents de la Stasi doivent être gérés en respectant les principes d'archives, elle permet également l'accès à ces documents, de manière dérogatoire à la législation commune: la loi fédérale sur les archives ne permettait  pas l'utilisation immédiate des documents de la  Stasi en raison de la période obligatoire de blocage de 30 ans des archives, et des nombreuses données à caractère personnel qu'elles contiennent. Néanmoins, cette loi sur la réglementation des dossiers de la Stasi doit également prendre en compte le droit à la vie privée et à la protection des données, et donc respecter un équilibre qui vise à peser l’intérêt et la répercussion d'une telle consultation. Le cas échéant,  à l'inspection de dossiers particuliers, des  données personnelles sont rendues confidentielles. Par exemple, quand une personne procède à l'inspection de son dossier, elle ne  peut voir que ses propres informations, les renseignements sur ses parents ou ses amis ne seront pas présents ou rendus confidentiels.
Cette loi permet également de déterminer la catégorie de personnes dont l'emploi dans la fonction publique semble insoutenable, et qui donc généralement ne peuvent pas être nommées fonctionnaires.

## Histoire
Les documents ont été saisis sur l'initiative du mouvement civil au cours de la révolution paisible de 1989. La Chambre du peuple crée en  1990 un comité spécial chargé de surveiller la dissolution du ministère de la Sécurité d’État (Stasi). Le 2 octobre 1990, c'est-à-dire le dernier jour de l'existence de la RDA, le président fédéral Richard von Weizsäcker et le chancelier Helmut Kohl  nomment Joachim Gauck au poste de  commissaire fédéral pour les archives de la Stasi. Gauck est à l'initiative de la loi sur la réglementation des dossiers de surveillances de l'ancien service de sécurité de la RDA.
Cette administration change de nom en décembre 1991 à la suite de l'adoption de la loi sur la réglementation des documents au Bundestag et se fait désormais appeler familièrement en raison de son titre officiel trop encombrant : « Autorité Gauck  ». 
Le premier mandat de Gauck au sein de cette administration dure jusqu'en 1995 où il fut reconduit pour un second mandat de 5 ans. Il ne peut cependant pas être réélu en 2000 car il atteint le nombre de mandats maximum pour ce poste. Marianne Birthler est nommée à sa succession en septembre 2000.
En mars 2011, le journaliste Roland Jahn est à son tour élu au poste de commissaire fédéral des archives de la Stasi et introduit une loi qui interdit aux anciens collaborateurs de l'ancien service de renseignements de la RDA de faire partie des services publics qui dirigent les archives de la Stasi.